# Шинус
О гиперболическом синусе см. Гиперболические функции
Ши́нус, или Схинус (лат. Schínus) — род деревьев и высоких кустарников из семейства цветковых растений Сумаховые (Anacardiaceae).

## Использование
Высушенные плоды Шинуса мягкого используются как специя, для придания блюдам перечного вкуса. Часто их можно встретить под названием розовый перец или красный перец. Настой из них служит ароматизатором в напитках и сиропах. При употреблении рекомендуется соблюдать умеренность, так как плоды слегка токсичны и их употребление в больших количествах способно вызвать отравление. Есть данные, что маленькие дети также испытывают понос и рвоту после употребления плодов. Плоды и листья ядовиты для птиц, свиней и, возможно, телят.  Различные части растения в традиционной медицине используются при зубной боли, ревматизме, менструальных расстройствах, как мочегонное средство и антидепрессант. Растение обладает инсектицидными свойствами и рассматривается, как хорошая альтернатива синтетическим средствам в борьбе с вредителями. Дерево выращивается также в декоративных целях.

## Виды
По информации базы данных The Plant List, род включает 31 вид:
- Schinus areira L.
- Schinus bumelioides I.M.Johnst.
- Schinus engleri F.A.Barkley
- Schinus fasciculata (Griseb.) I.M.Johnst.
- Schinus ferox Hassl.
- Schinus gracilipes I.M.Johnst.
- Schinus johnstonii F.A.Barkley
- Schinus kauselii F.A.Barkley
- Schinus latifolius (Gillies ex Lindl.) Engl.
- Schinus lentiscifolius Marchand
- Schinus longifolia (Lindl.) Speg.
- Schinus marchandii F.A.Barkley
- Schinus meyeri F.A.Barkley
- Schinus microphyllus I.M.Johnst.
- Schinus molle L. — Шинус мягкий
- Schinus montana Engl.
- Schinus myrtifolia (Griseb.) Cabrera
- Schinus patagonica (Phil.) I.M.Johnst. ex Cabrera

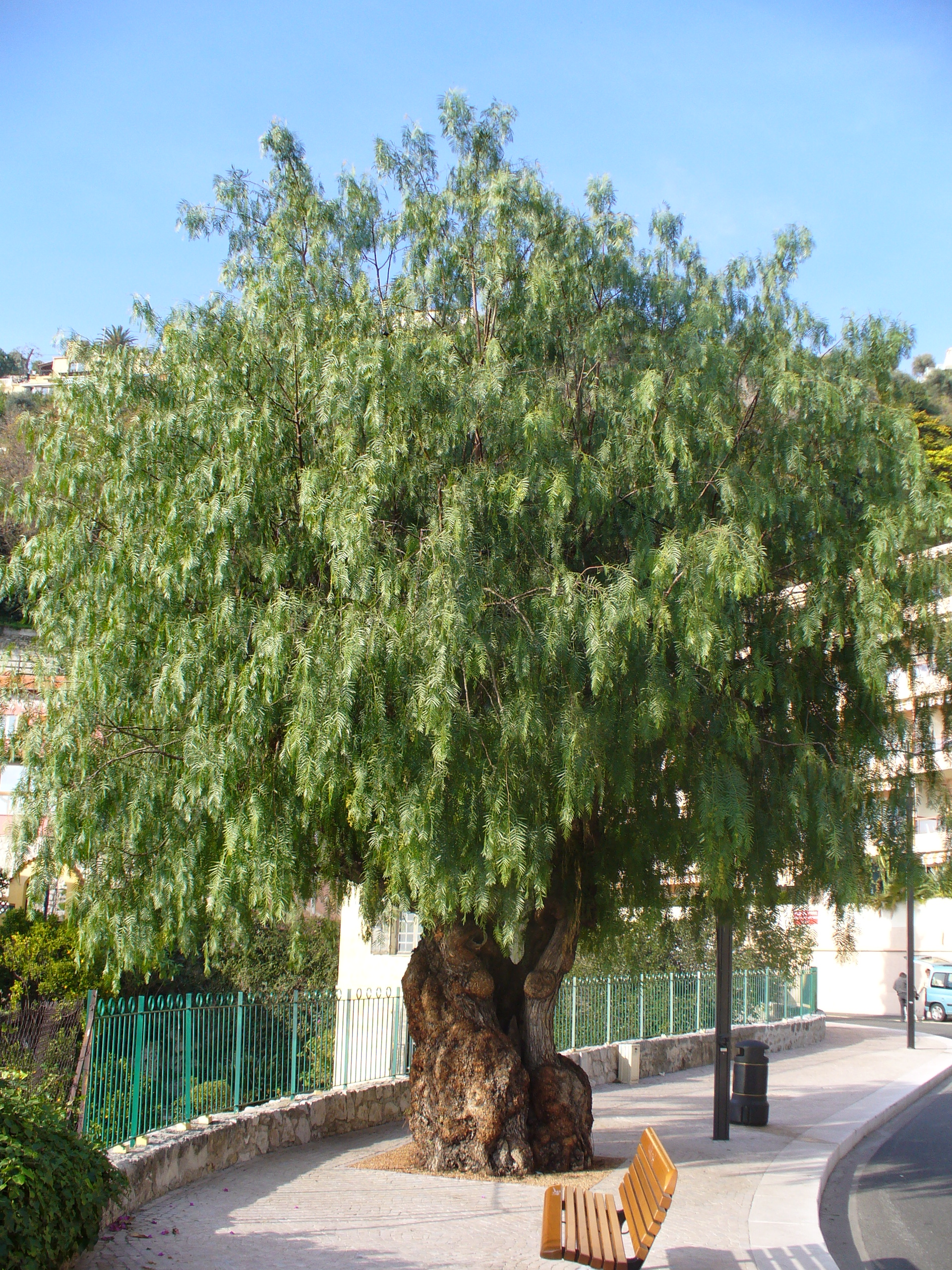
Schinus molle

- Schinus patagonicus (Phil.) I.M.Johnst.
- Schinus pearcei Engl.
- Schinus pilifera I.M.Johnst.
- Schinus polygama (Cav.) Cabrera
- Schinus praecox (Griseb.) Speg.
- Schinus ramboi F.A.Barkley
- Schinus roigii Ruiz Leal & Cabrera
- Schinus sinuatus Engl.
- Schinus spinosus Engl.
- Schinus terebinthifolia Raddi — Шинус фисташколистный
- Schinus velutinus (Turcz.) I.M.Johnst.
- Schinus venturii F.A.Barkley
- Schinus weinmannifolius Engl.